# Westfield West Covina
Westfield West Covina, anteriormente como The Plaza at West Covina, y antes de ese West Covina Fashion Plaza, es un centro comercial en West, Covina (Estados Unidos)
Westfield America, Inc., un precursor de The Westfield Group adquirió el centro comercial en 1998, y le cambió el nombre a "Westfield Shoppingtown West Covina", quitándole en junio de 2005 el nombre de "Shoppingtown".  
Westfield también posee el cercano centro comercial Westfield Eastland.

## Historia
El centro comercial West Covina Fashion Plaza, a como fue originalmente llamado, abrió a mediado de los años 70. El centro comercial fue parte de un proyecto para el centro de la ciudad en la que se derivaron varios edificios manteniéndose Desmonds y The Broadway. El nuevo centro comercial paralelamente a la Carretera San Bernardino cuenta con las tiendas anclas de JCPenney, Bullock's y The Broadway (Desmonds no estaba conectada al centro comercial ni a la tienda Broadway).  A finales de los 70 la tienda de dos pisos Desmonds pasó a ser la ubicación de Tower Records.  En 1992-1993, se construyO una nueva ancla, Robinsons-May y fue construida al este de la tienda Bullock's.
Tower Records cerró a finales del 2006.

## Anclas
- JCPenney (193,963 pies cuadrados)
- Macy's (180,000 pies cuadrados)
- Best Buy (apertura 2008)
- Sears (137,820 pies cuadrados)